# Belton (Leicestershire)
Pour les articles homonymes, voir Belton.
Belton est une paroisse civile et un village du Leicestershire, en Angleterre.